# Ben Nevis
Ben Nevis (en gaélico escocés: Beinn Nibheis, pronunciado [peˈɲivəʃ]) es la mayor elevación del Reino Unido. Se localiza en el extremo occidental de los montes Grampianos en la región escocesa de Lochaber, cerca del pueblo costero de Fort William.
Al igual que muchas otras montañas escocesas, entre la gente del lugar es conocido simplemente como The Ben. No obstante, si los visitantes provenientes del exterior de Escocia usan el término "The Ben", usualmente se refieren al Ben Nevis. Se estima que atrae unos 100 000 visitantes al año, de los cuales alrededor de tres cuartas partes utilizan la bien construida Pony Track ("Ruta Pony") que comienza en Glen Nevis, una cañada en la cara sur de la montaña. Para los montañistas la principal atracción son los acantilados de 700 metros de altura de la cara norte, que se encuentran entre los más altos del Reino Unido, y resguardan algunas clásicas subidas y rutas de escalada de todas las dificultades, siendo además uno de los principales lugares en el Reino Unido para la escalada en hielo.
La cima, a 1345 metros sobre el nivel del mar, contiene las ruinas de un observatorio que operó permanentemente entre 1883 y 1904. La información meteorológica recabada durante este periodo sigue siendo importante para la comprensión del clima en las montañas escocesas. Charles Wilson tuvo la inspiración de inventar la cámara de niebla después de haber pasado un tiempo trabajando en aquel observatorio.

## Etimología
Ben Nevis es una forma anglicizada del nombre gaélico escocés Beinn Nibheis. Mientras que beinn es la palabra gaélica más común para "montaña", nibheis tiene diferentes interpretaciones, aunque la palabra generalmente se traduce como "malicioso" o "maligno". Una interpretación alternativa es que Beinn Nibheis se deriva de beinn-neamh-bhathais, siendo neamh "cielos, nubes" y bathais "parte más alta de la cabeza". Una traducción literal sería "la montaña con su cabeza en las nubes", aunque "montaña del Cielo" también se usa.

## Geografía

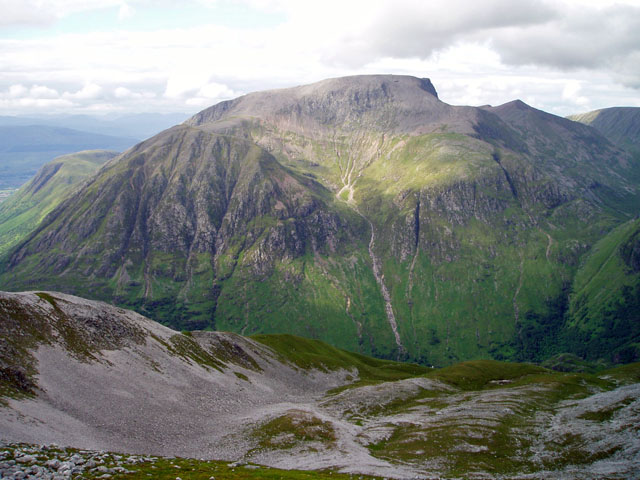
La empinada cara sur del Ben Nevis vista desde el Sgurr a' Mhàim

El Ben Nevis forma un macizo, unido por la cresta de Càrn Mòr Dearg con su vecino del noreste, el propio Càrn Mòr Dearg. Ambas montañas se encuentran entre las ocho que sobrepasan los 4000 pies (1219 m) en Gran Bretaña, al igual que el Aonach Mòr y el Aonach Beag, que se encuentran al este; los restantes cuatro se localizan todos en los Cairngorms.
Los lados oeste y sur del Ben Nevis se elevan 1200 m desde el fondo del Glen Nevis —la más alta y empinada pendiente en Gran Bretaña— lo que quiere decir que la montaña tiene el aspecto de un enorme bulto desde este lado. Al norte, en contraste, los acantilados son de unos 600 m en Coire Leis. Este circo glaciar contiene un refugio de montaña privado llamado Charles Inglis Clark Memorial Hut y conocido como CIC Hut que se localiza a 680 m sobre el nivel del mar, y que es propiedad del Club de Montañismo de Escocia. El refugio es utilizado como base para los visitantes que llegan por las muchas rutas de ascenso en la cara norte de la montaña.
Junto con la cima principal a 1345 metros de altura, el Ben Nevis cuenta con dos "cimas" subsidiarias incluidas en las Munro's Tables, ambas llamadas Carn Dearg ("colina roja"). La más alta de las dos, de 1221 metros de altura, se sitúa al noroeste, y con frecuencia es confundida con el propio Ben Nevis al ser vista desde el área de Fort William. La otra Carn Dearg (1020 m) surge de Glen Nevis en el lado suroeste de la montaña. Una colina más baja, Meall an t-Suidhe (711 m), se localiza más hacia el oeste, formando un puerto de montaña con el Ben Nevis que contiene un pequeño loch, Lochan an t-Suidhe. La popular ruta turística desde Glen Nevis bordea esta colina antes de ascender por la amplia cara occidental.

### Geología
El Ben Nevis consiste principalmente de roca ígnea del Devónico (hace aproximadamente 400 millones de años), la cual se introdujo en los esquistos metamórficos circundantes; las intrusiones toman la forma de una serie de anillos de diques concéntricos. De éstos, el que se encuentra más al interior, conocido como el Granito Interior (Inner Granite), constituye la parte sur de la montaña sobre Lochan Meall an t-Suidhe, y también la cadena de Carn Mòr Dearg; Meall an t-Suidhe forma parte del Granito Exterior (Outer Granite), de color más rojizo. La cima misma, junto con los empinados acantilados del norte, se componen de lavas andesitas y basálticas. La montaña ha sido moldeada en gran parte por la glaciación.

### Clima
La altitud del Ben Nevis, su localización cercana al mar y su topografía propician malas condiciones meteorológicas con frecuencia, las cuales pueden suponer un peligro para los visitantes mal preparados. De acuerdo con las mediciones realizadas en el observatorio en la cima de la montaña entre 1883 y 1904, había niebla en la cima casi en el 80 % del tiempo entre noviembre y enero, y el 55 % entre mayo y junio. La temperatura promedio durante el invierno es de alrededor de –5 °C, y la temperatura media anual era de –0,5 °C. En un año promedio la cima es testigo de 261 tormentas, y recibe 4350 milímetros de precipitación, en comparación con sólo 2050 mm en Fort William y unos 600 mm en Inverness y Londres. El volumen de precipitaciones en Ben Nevis es aproximadamente el doble en el invierno que en la primavera y el verano. Puede hallarse nieve en la montaña durante casi todo el año, particularmente en los barrancos de la cara norte. La mayoría de años la nieve en los barrancos se mantiene hasta septiembre y, en algunas ocasiones, llega a durar hasta la siguiente temporada de nevadas.

## Historia
El primer ascenso registrado del Ben Nevis fue realizado el 17 de agosto de 1771 por James Robertson, un botánico de Edimburgo que se encontraba en la región recolectando especímenes botánicos. Otro ascenso fue realizado en 1774 por John Williams, quien proporcionó el primer informe de la estructura geológica de la montaña. John Keats escaló la montaña en 1818, comparando el ascenso a "escalar diez Catedrales de San Pablo sin la ventaja de unas escaleras". Sería hasta 1847 que el Ben Nevis fue confirmado por la Ordnance Survey como la montaña más alta en Gran Bretaña, por delante de su rival Ben Macdui.
El observatorio en la cima fue construido en el verano de 1883, y permaneció operativo durante 21 años. La primera ruta de ascenso fue construida al mismo tiempo que el observatorio y fue diseñada para permitir que los ponis pudieran transportar materiales por ella, con un gradiente máximo de uno en cinco. La inauguración de la ruta y el observatorio convirtieron el ascenso del Ben cada vez más popular, sobre todo después de la llegada del Ferrocarril de West Higland a Fort William en 1894. Alrededor de esta época se hizo la primera de muchas propuestas para establecer un ferrocarril de cremallera que llegara a la cima, ninguna de las cuales llegó a buen puerto.
En 2000, los terrenos del Ben Nevis, incluyendo toda la cara sur de la montaña y la cima, fueron adquiridos por una organización de beneficencia escocesa llamada Fundación John Muir.

## Rutas de ascenso

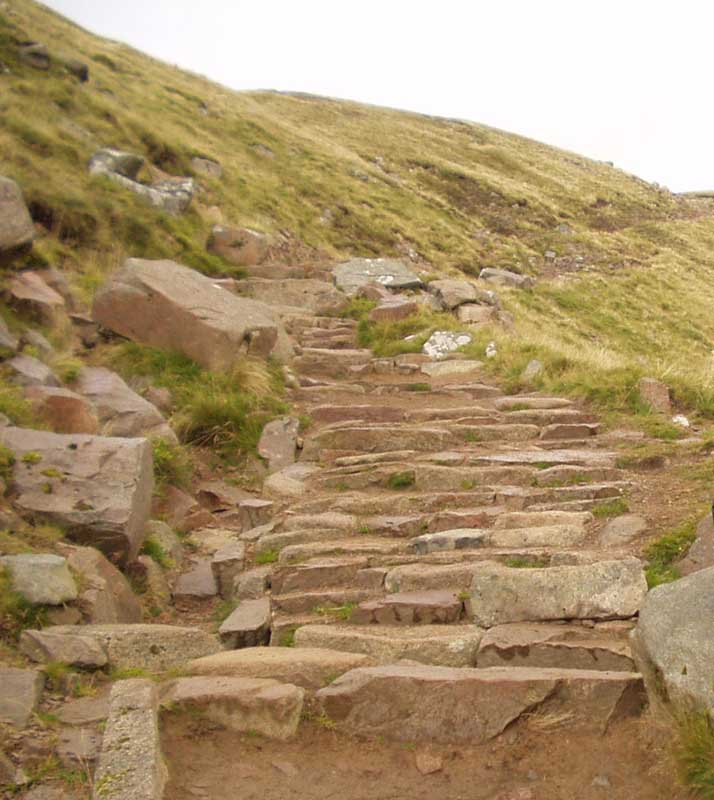
La parte inferior de la Ben Path, mantenida en buenas condiciones para recibir unos 75 000 visitantes al año.

La Pony Track (Ruta Pony), creada en 1883 —también conocida como Ben Path (Sendero del Ben), Mountain Path (Sendero de la Montaña) o Tourist Route (Ruta Turística)— continúa siendo la más simple y popular ruta de ascenso. Comienza en Achintee en el lado este de la cañada Nevis, a unos 2 km del centro de Fort William y aproximadamente a 20 metros sobre el nivel del mar. Unos puentes desde el centro de visitantes y el albergue juvenil permiten el acceso desde el lado oeste de Glen Nevis. La ruta asciende de forma empinada al puerto de montaña cerca de Lochan Meall an t-Suidhe a 570 m, luego asciende los 700 m restantes por el rocoso lado occidental del Ben Nevis en una serie de zigzags. Se encuentra bien construida y en buen estado de conservación en toda su extensión y, gracias a los zigzags, no es demasiado empinada fuera de los tramos iniciales.
Una ruta popular entre los alpinistas experimentados comienza en Torlundy, unas pocas millas al noreste de Fort William en la carretera A82, y sigue la ruta al lado del Allt a' Mhuilinn. También se puede llegar a ella desde la cañada Nevis siguiendo la Pony Track hasta Lochan Meall an t-Suidhe, descendiendo luego hasta la CIC Hut. La ruta después asciende por el Carn Mòr Dearg y continúa a lo largo de la cadena Carn Mòr Dearg ("cresta CMD") antes de subir empinadamente a la cima del Ben Nevis. Esta ruta implica un total de 1500 m de ascenso y requiere un poco de habilidad para escalar paredes rocosas y no temer a las alturas. Al igual que otras rutas de este lado de la montaña, tiene la ventaja de dar una amplia vista de los acantilados de la cara norte, los cuales no pueden ser avistados desde la Pony Track.
También es posible escalar el Ben Nevis desde el estacionamiento en el desfiladero del Ben Nevis (Nevis Gorge) al principio de camino que va hacia Glen Nevis, ya sea por la cadena sureste o vía la cima del Carn Dearg (suroeste). Estas rutas no requieren escalar por roca, pero son más cortas y empinadas y tienden a ser usadas por alpinistas experimentados.

## Cima

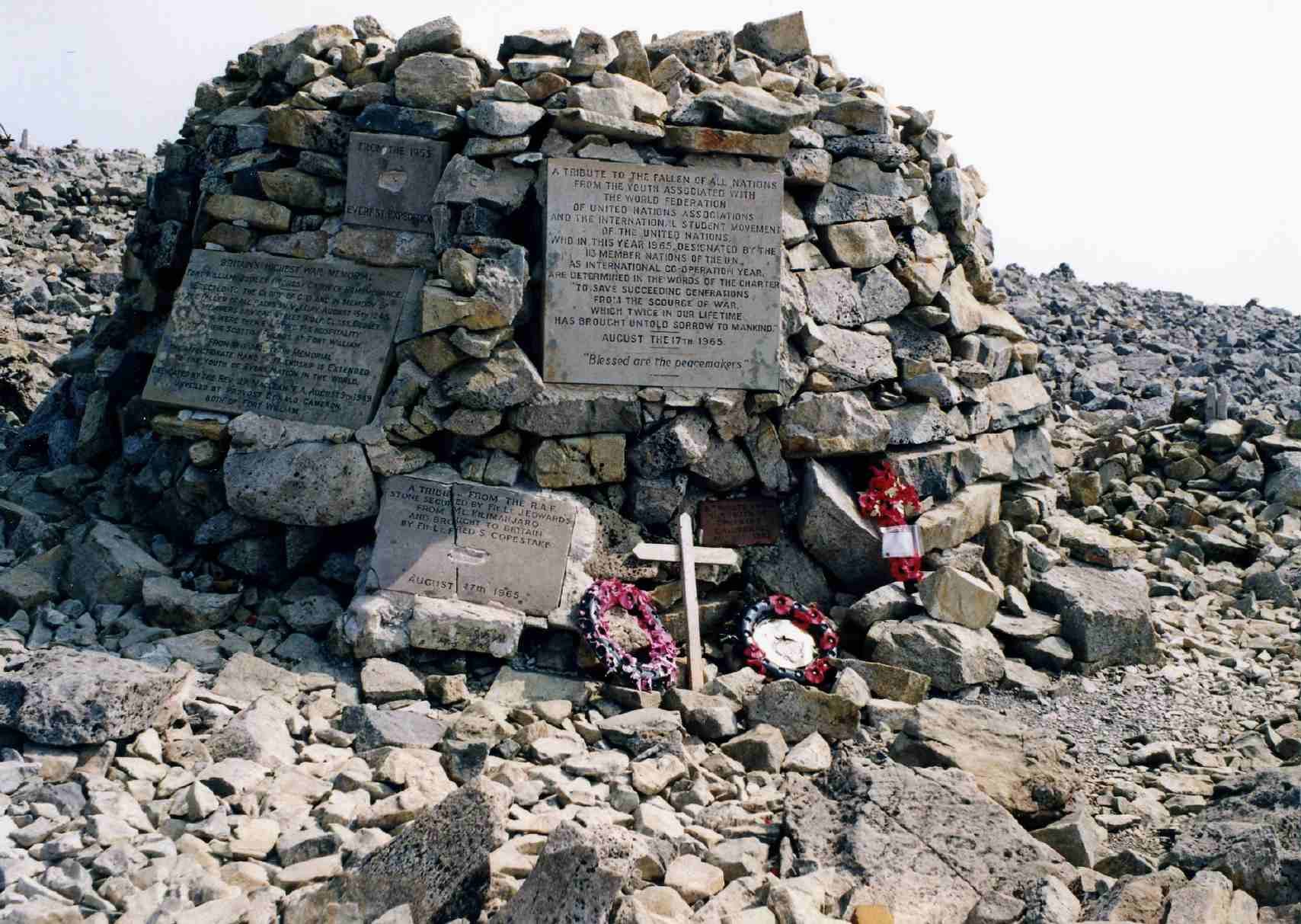
Monumento de guerra en la cima, octubre de 2006.

La cima del Ben Nevis comprende una gran meseta rocosa de alrededor de 40 hectáreas. El punto más alto se encuentra señalado con un gran montículo de rocas sobre el cual se encuentra un vértice geodésico del Ordnance Survey.
Las ruinas del observatorio son una característica destacada de la cima. Un refugio de emergencia ha sido construido en lo alto de la torre del observatorio para beneficio de aquellos que son atrapados por el mal clima; aunque la base de la torre se encuentra ligeramente más abajo que la verdadera cima de la montaña, el techo del refugio sobrepasa el vértice geodésico, convirtiéndolo en la estructura construida por el hombre a mayor altura en Gran Bretaña. Un monumento a los caídos en la Segunda Guerra Mundial se localiza junto al observatorio.
El 17 de mayo de 2006, un piano que había sido enterrado debajo de uno de los montículos de rocas en la cima fue descubierto por la Fundación John Muir, la cual posee gran parte de la montaña. Se cree que el piano fue llevado ahí por hombres de mudanza de Dundee como una obra de caridad más de 20 años atrás.

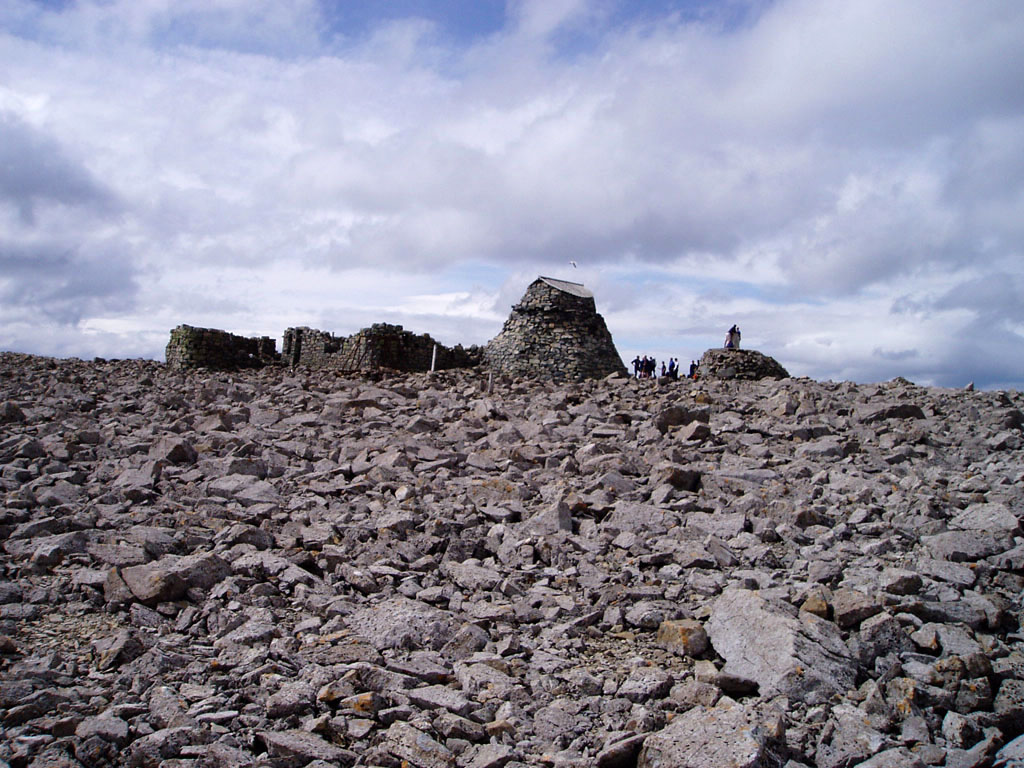
La meseta en la cima. En el centro se encuentran las ruinas del observatorio.

La vista panorámica desde el punto más alto de Gran Bretaña es de gran alcance. En condiciones ideales se puede ver hasta a 190 km, incluyendo montañas como las Torridon Hills, Morven en Caithness, Lochnagar, Ben Lomond, la isla de Barra Head, y a 198 km el condado de Antrim, en Irlanda del Norte.

### Observatorio
La idea de establecer un observatorio meteorológico en la cima fue propuesta por primera vez por la Sociedad Meteorológica Escocesa (SMS, por sus siglas en inglés) a fines de los años 1870, en una época en la que observatorios similares estaban siendo construidos alrededor del mundo para estudiar el clima a gran altitud. En el verano de 1881 Clement Lindley Wragge escaló la montaña a diario para hacer observaciones (ganándose el apodo de "Inclemente Rag"), conduciendo a la apertura el 17 de octubre de 1883 de un observatorio permanente administrado por la SMS. El edificio se mantuvo permanentemente habitado hasta 1904, cuando fue cerrado debido a la insuficiencia de fondos otorgados por el gobierno. La información recolectada durante veinte años sigue siendo la más exhaustiva colección de datos sobre clima en las montañas de Gran Bretaña.
En septiembre de 1894, Charles T. R. Wilson fue contratado en el observatorio por un par de semanas como sustituto temporal de un miembro permanente del personal. Durante este periodo fue testigo de un espectro de Brocken y una gloria, causados por el sol proyectando una sombra sobre una nube debajo del observador. Posteriormente intentó reproducir estos fenómenos en el laboratorio, lo que resultó en su invención de la cámara de niebla usada para detectar radiación ionizante.

## Desplazamiento y seguridad

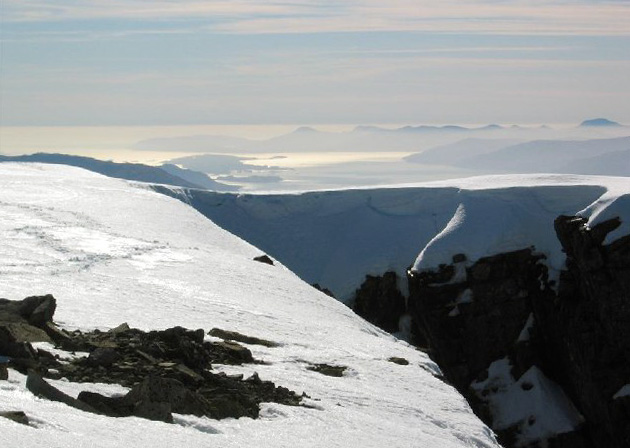
Vista al suroeste desde la cima a principios de abril. Cuando los bordes de los acantilados tienen cornisas, el correcto desplazamiento es indispensable.

La popularidad del Ben Nevis, así como su clima y su compleja topografía contribuyen a que se realice un alto número de rescates de montaña. En 1999, por ejemplo, hubo 41 rescates y cuatro muertes en la montaña. Algunos accidentes surgen a partir de dificultades en el desplazamiento hacia o desde la cima, especialmente cuando hay poca visibilidad. El problema proviene del hecho de que la meseta en la cima tiene aproximadamente la forma de un riñón, y se encuentra rodeada por acantilados en tres de sus lados; el peligro se acentúa particularmente cuando la ruta principal es oscurecida por la nieve. Son necesarios dos rumbos precisos con brújula tomados sucesivamente para desplazarse desde la cima al lado oeste, desde donde se puede realizar el descenso por la Pony Track con relativa seguridad.
A fines de los años 1990 el Equipo de Rescate de Montaña de Lochaber erigió dos postes en la meseta de la cima, a fin de asistir a los alpinistas que intentan el descenso en condiciones de niebla. Estos postes fueron posteriormente retirados por unos alpinistas, provocando controversia entre alpinistas sobre la ética de tales adiciones. Los partidarios de los auxilios en el desplazamiento señalan el alto número de accidentes que ocurren en la montaña (entre 1990 y 1995 hubo trece muertes, aunque ocho de éstas se debieron a caídas al estar escalando roca y no a errores de desplazamiento), la larga tradición de colocar tales auxilios en la cima, y el potencial papel que podrían jugar en el salvamento de vidas. No obstante, los críticos argumentan que los montículos de rocas y los postes son una intrusión innecesaria por parte del hombre en el paisaje natural, que crean un falso sentimiento de seguridad y podrían disminuir el sentido de responsabilidad de los alpinistas sobre su propia seguridad.

## Escalar el Ben Nevis

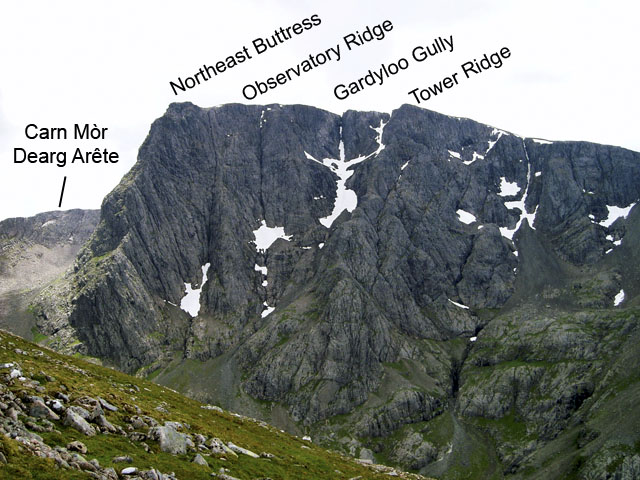
La cara norte, con sus principales accidentes señalados. El contrafuerte Carn Dearg y la cresta Castle se encuentran a la derecha de la fotografía.

La cara norte del Ben Nevis se encuentra llena de contrafuertes, crestas, torres y pináculos, y contiene muchas paredes de roca. Es de gran importancia para la escalada en invierno, con muchas de sus rutas presentando nieve frecuentemente hasta fines de abril. Fue uno de los primeros sitios en Escocia en recibir la atención de alpinistas serios, con la primera expedición documentada al Ben en 1892. No volvería a ser escalado completamente hasta dos años más tarde. La CIC Hut (Refugio) del Club Alpinista de Escocia fue construida bajo la cara norte en Coire Leis en 1929. Debido a su localización remota, se dice que es el único refugio de montaña genuino en Gran Bretaña. Sigue siendo popular entre los alpinistas, especialmente en el invierno.

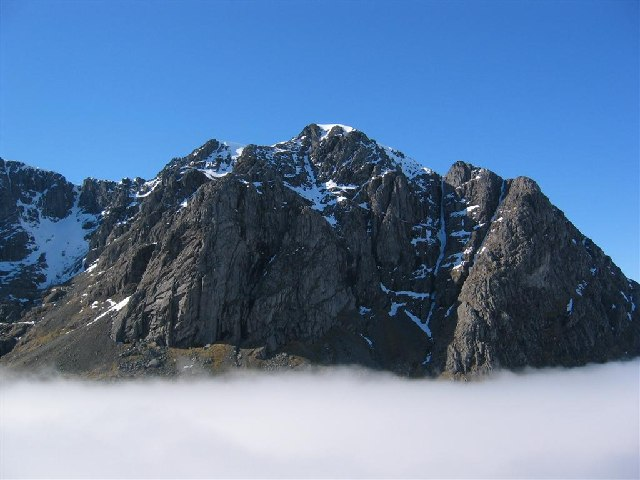
El contrafuerte Cairn Dearg a principios de abril

La Tower Ridge es la más larga de las cuatro principales crestas en el lado norte, con alrededor de 600 m de altura. No requiere mucha técnica (su grado de dificultad es "difícil"), y la mayoría de las pendientes pueden ser salvadas sin cuerda por buenos alpinistas, pero es comprometedora y está muy expuesta. La Castle Ridge, la primera de las crestas principales, es una pared de roca más sencilla de escalar, mientras que la Observatory Ridge está clasificada con un grado de dificultad de "muy difícil"; esta última es la cresta más cercana a la cima. Entre las crestas Tower y Observatory se encuentra el barranco Gardyloo (Gardyloo Gully), el cual recibe su nombre del grito garde à l'eau ("cuidado con el agua" en francés), anteriormente usado en algunas ciudades escocesas como advertencia cuando las personas arrojaban líquidos por una ventana de su vivienda hacia la calle. La parte más alta de la pared del barranco era el punto donde se almacenaba la basura del ahora abandonado observatorio. El contrafuerte del noreste es la última y más voluminosa de estas cuatro crestas, y es considerada la más difícil por su combinación de dificultad técnica y su seriedad.
La cara norte presenta docenas de cuestas de roca a lo largo de toda su extensión, con concentraciones particulares en el contrafuerte Carn Dearg y alrededor del contrafuerte noreste y de la Observatory Ridge. Algunas rutas de roca clásicas incluyen la Rubicon Wall en el contrafuerte Observatory Buttress —cuyo segundo ascenso en 1937, cuando era considerada la ruta más complicada de la montaña, está descrita por W. H. Murray en Mountaineering in Scotland, y en Carn Dearg, Centurion (HVS) y Agrippa (E5).
Otras rutas clásicas fueron abiertas por el Dr. J. H. B. Bell y algunas más en el periodo de entreguerra. Estas rutas incluyen el Long Climb de Bell, de 430 metros (1400 pies), según se dice el más largo de las islas.
La cara norte es también uno de los lugares más destacados en Escocia para el alpinismo y la escalada en hielo durante el invierno, y tiene nieve hasta muy entrado el año ya que, en un buen año, las rutas pueden conservar condiciones invernales hasta mediados de la primavera. La mayoría de las rutas rocosas disponibles también pueden usarse durante el invierno, incluyendo las cuatro principales crestas; la Tower Ridge, por ejemplo, es grado III en el sistema de clasificación invernal escocés. Probablemente la escalada en hielo más popular del Ben Nevis es The Courtain ("La Cortina") (IV,5) en el lado izquierdo del Carn Dearg Buttress. En el extremo de la escala, en invierno, el Centurion es de grado VIII,8.

## Carrera Ben Nevis
La historia de las carreras en el Ben Nevis se remonta a 1895. William Swan, un peluquero de Fort William, realizó el primer ascenso cronometrado el 27 de septiembre de ese año, cuando realizó el trayecto de ida y vuelta desde la antigua oficina postal en Fort William a la cima en 2 horas y 41 minutos. Los siguientes años se mejoró el récord de Swan en muchas ocasiones, pero la primera carrera competitiva fue celebrada el 3 de junio de 1898 bajo las reglas de la Asociación Atlética Amateur de Escocia. Diez competidores participaron, comenzando el recorrido en el Hotel Lochiel Arms en Banavie, siendo el recorrido más largo que la ruta desde Fort William; el ganador fue un hombre de 21 años llamado Hugh Kennedy, guardabosques en Tor Castle que terminó (coincidentemente con la carrera original de Swan) en 2 horas y 41 minutos.
Se organizaron carreras regularmente hasta 1903, cuando se celebraron dos eventos; éstos serían los últimos por 24 años, tal vez debido al cierre del observatorio en la cima al año siguiente. La primera de estas carreras comenzó en Achintee, al pie de la Pony Track, y terminaba en la cima; fue ganada en tan sólo una hora por Ewen MacKenzie. La segunda carrera comenzó en la nueva oficina postal de Fort William, y MacKenzie bajó el récord a 2 horas y 10 minutos, marca que se mantuvo por 34 años.
La Carrera del Ben Nevis ha sido celebrada en su formato actual desde 1937. Ahora toma lugar en el primer sábado de septiembre de cada año, con un máximo de 500 competidores. Comienza y termina en la cancha de fútbol Claggan Park en las afueras de Fort William, su distancia es de 16 km con 1340 m de ascenso. Debido a la dureza de la prueba, la participación se encuentra restringida para aquellos que han completado tres carreras en montañas, y los corredores deben llevar agua, un sombrero, guantes y un silbato; a quien no alcance la cima después de dos horas se le hace regresar. Hasta 2006 los récords se mantuvieron desde 1984, cuando Kenny Stuart y Pauline Howarth del Keswick Athletics Club ganaron las carreras masculina y femenina con tiempos de 1:25:34 y 1:43:25, respectivamente.

## Datos ambientales

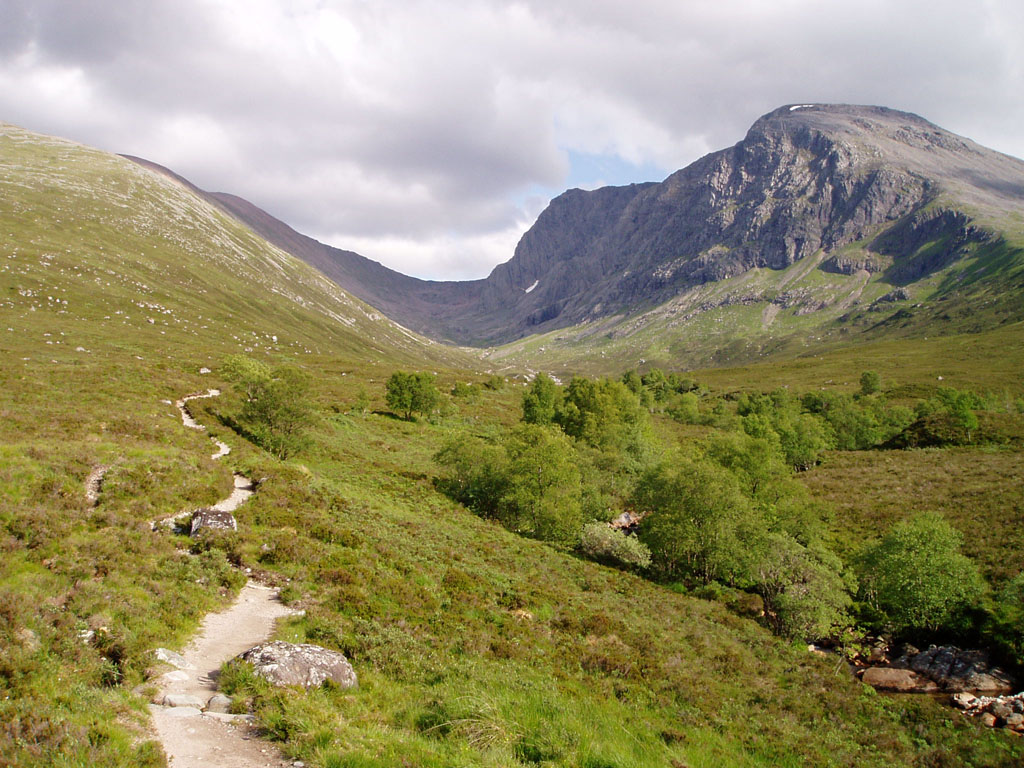
Camino hacia la CIC Hut a lo largo del Allt a' Mhuilinn

La popularidad del Ben Nevis han causado preocupación en décadas recientes sobre el impacto de los humanos en el frágil medio ambiente de la montaña. Estas preocupaciones contribuyeron a la adquisición de los terrenos del Ben Nevis en 2000 por la Fundación John Muir, una organización benéfica escocesa dedicada a la conservación de sitios de este tipo. Los terrenos cubren 1700 hectáreas de superficie en el lado sur del Ben Nevis y las montañas vecinas de Carn Mòr Dearg y Aonach Beag, incluyendo además la cima del Ben Nevis.
La Fundación John Muir es uno de nueve organismos representados en la Asociación Nevis. Fundada en 2003, la Asociación, la cual también incluye representantes del gobierno local y de los intereses de los alpinistas, trabaja para "guiar futuras políticas y acciones sobre la seguridad, la gestión y la mejora de las cualidades ambientales y oportunidades para el disfrute y apreciación de los visitantes del área del Nevis". Sus proyectos incluyen reparaciones de las rutas y mejora en el desarrollo de estrategias para el trato de los visitantes.
Una de las acciones más polémicas de la Asociación Nevis ha sido la instalación de un gran número de placas conmemorativas por individuos, especialmente alrededor del monumento de guerra en la cima. Mucha gente cree que la proliferación de tales placas es inapropiada, y en agosto de 2006 la Asociación declaró que tenía la intención de quitar estas placas y devolvérselas a sus dueños, como parte de una campaña más amplia para limpiar la montaña.
En 2005 los medios de comunicación nacionales, incluyendo BBC Radio 5 Live, hicieron énfasis en la cantidad de basura en la Pony Track. Robin Kevan, un trabajador social retirado del centro de Gales conocido por sus esfuerzos por limpiar el campo, acudió al Ben Nevis para limpiar la montaña él mismo, atrayendo una gran cobertura mediática y un esfuerzo de limpieza coordinado.

## Destilería Ben Nevis
La Destilería Ben Nevis es una destilería de whisky de malta situada al pie de la montaña y localizada cerca de Victoria Bridge al norte de Fort William. Fundada en 1825 por John McDonald (conocido como Long John), es una de las destilerías autorizadas más antiguas de Escocia, y es una atracción popular para los visitantes de Fort William. El agua usada para preparar el whisky proviene de la Allt a' Mhuilinn, la corriente que fluye desde el circo glaciar al norte del Ben Nevis. La cerveza ale orgánica "Ben Nevis" 80/- se elabora, por su parte en Bridge of Allan cerca de Stirling.

### En inglés
- Nevis Partnership Sitio oficial de la Asociación Nevis
- Sitio oficial de la Carrera Ben Nevis
- Desplazándose en el Ben Nevis Consejos para los visitantes del Ben Nevis

- Datos: Q104674
- Multimedia: Ben Nevis / Q104674